# Virgilio Drago
Virgilio Andrés Drago Burga (Lima, 1925 – 1997) è stato un cestista peruviano.

## Carriera
Con il Perù ha disputato i Olimpiadi del 1948 e due edizioni dei Campionati del mondo (1950, 1954).